# Джон Сайкс
Джон Сайкс (на английски: John Sykes, 29 юли 1959 г. – 2024 г.) е британски рок музикант – китарист. Името му става популярно през 1980-те години след работата му с хардрок групите Тин Лизи и Уайтснейк.

## Кариера

### Началото
През 1980 година, Джон Сайкс се присъединява към групата Tygers of Pan Tang, която е сред т.нар. течение - Нова вълна в британския хевиметъл (НВБХМ). Китаристът участва в албумите „Spellbound“ (1981) и „Crazy Nights“ (1982), както и в две песни за изданието от 1983 година – „The Cage“.
През 1982 година, Сайкс се прехвърля в редиците на John Sloman's Badlands, където басист е друг бъдещ член на Уайтснейк - Нийл Мъри. По това време той е на прослушване за нов китарист на Ози Озбърн след смъртта на Ранди Роудс.

### Тин Лизи
Въпреки че не е приет в състава на Ози Озбърн, през същата година, 23-годишният Сайкс получава предложение от Фил Лайнът да се присъедини към Тин Лизи на мястото на напусналия Сноуи Уайт. Вследствие, Сайкс участва в създаването и записите на последния албум на Лизи - Thunder and Lightning (1983), където е и съавтор на песента „Cold Sweat“.
Китаристът тръгва на турне с групата в подкрепа на новия албум, продължило до края на 1983 година, от което е издаден концертният албум Life. След приключване на турнето, групата Тин Лизи се разпада.

### Уайтснейк
През 1984 година, Дейвид Ковърдейл кани Сайкс да се включи в състава на Уайтснейк. Китъристът участва в записите за американското издание на излезлия през същата година албум Slide It In, след което потегля на турне с групата, кулминиращо с концерта в прочутия фестивал „Рок в Рио“, Бразилия.
Джон Сайкс е съавтор заедно с Ковърдейл на повечето песни от следващия едноименно озаглавен албум „Уайтснейк“, излязъл през 1987 година. Произведението се превръща в най-продавания албум на групата с над 8 000 000 продадени копия само за територията на САЩ, достигайки второ място в класацията на Билборд.
Към края на звукозаписните сесии за този албум, създателят и собственик на името „Уайтснейк“ – вокалистът Ковърдейл освобождава всички музиканти от групата включително Сайкс.

### Blue Murder
След освобождаването му от Уайтснейк, Сайкс сформира група с името Blue Murder заедно с барабаниста Кармин Апис и басиста на Фърм - Тони Франклин. Формацията прави демо запис с певеца Рей Гилан, след което от звукозаписната компания „A&R“ окуражават Сайкс да поеме той вокалните изпълнения.
През 1989 година излиза дебютния им албум, носещ името на групата, който е приет с умерен успех. Вторият им албум „Nothin' But Trouble“ от 1993 година обаче няма никакъв успех, вследствие на което Сайкс изоставя този проект и започва да работи под собственото си име.

### Соло
В годините след Blue Murder, Сайкс издава няколко солови албума – „Out of My Tree“ (1995), „Loveland“ (1997), „20th Century“ (1997), „Nuclear Cowboy“ (2000). Песента „Cautionary Warning“ от „20th Century“ е използвана в анимационния филм „Black Heaven“.
През 2004 е издаден концертния албум „Bad Boy Live!“, обхващащ изпълнения на най-големите хитове на Тин Лизи и Уайтснейк от времето на Сайкс, както и композиции на Blue Murder. В тези години, Джон Сайкс участва като гост-китарист в песента „Heaven's Missing an Angel“ от първия албум на Хюз Търнър Проджект (2002). По-късно през 2004 е гост и в соловия албум „Mythology“ на клавириста Дерек Шериниън, където свири в песента „God Of War“ заедно със Зак Уайлд.

### Отново Тин Лизи
Успоредно със соловите си проекти, през 1996 година, Джон Сайкс и Скот Горам възраждат отново името на Тин Лизи като концертираща формация. Сайкс заема позицията на фронтмен на мястото на починалия през 1980-те Фил Лайнът. През 2008 година, групата изнася концерт и пред българска публика в зала 1 на НДК. През следващата 2009 година, китаристът решава да се отдоде само на собствената си солова дейност и напуска Тин Лизи.

## Персонален живот
Джон Сайкс е женен за Дженифър Брукс в продължение на 16 години до развода им през 1999 година. Заедно двамата имат трима сина, плюс доведения четвърти син на Дженифър от предния ѝ брак с баскитариста на Рейнбоу – Крейг Грубър.

## Дискография

### Tygers Of Pan Tang
- Spellbound (1981)
- Live At Nottingham Rock City (1981)
- Crazy Nights (1982)
- The Cage (1983) (Tracks Love Potion No. 9 and Danger in Paradise)

### Badlands
Badlands demo tape (1982)

### Тин Лизи
- Thunder and Lightning (1983)
- Thin Lizzy - BBC Radio One Live In Concert (1983)
- Life (1983)
- One Night Only (2000)

### Фил Лайнът
- Live In Sweden 1983 (1983)

### Уайтснейк
- Slide It In (US Version) (1984)
- Whitesnake (1987)

### Blue Murder
- Demo (1988)
- Blue Murder (1989)
- Nothin' but Trouble (1993)
- Screaming Blue Murder: Dedicated to Phil Lynott (1994)

### Соло
- Please Don't Leave Me (1982)
- Out Of My Tree (1995)
- I Don't Wanna Live My Life Like You (1995)
- Loveland (1997)
- 20th Century (1997)
- Chapter One (1998)
- Best of John Sykes (2000)
- Nuclear Cowboy (2000)
- Bad Boy Live! (2004)